# Исландско-чешские отношения
Исландско-чешские отношения — двусторонние дипломатические отношения между Исландией и Чехией. Государства являются членами Организации Объединённых Наций, Европейской экономической зоны, НАТО, Организации по безопасности и сотрудничеству в Европе, Совета государств Балтийского моря, Совета Европы, Всемирной торговой организации (ВТО) и Организации экономического сотрудничества и развития.

## Военное сотрудничество

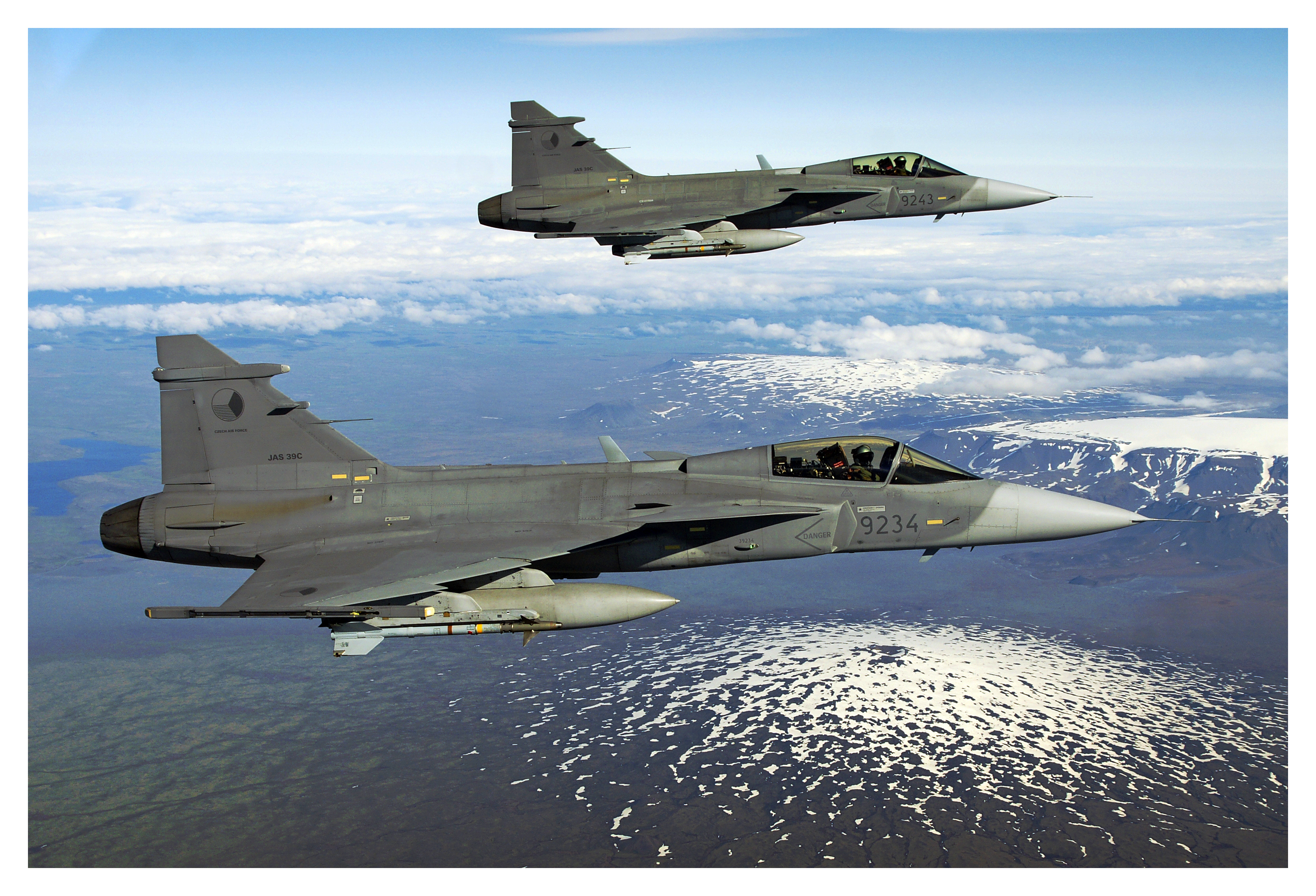
Самолёты ВВС Чехии в небе над Исландией в 2015 году

Воздушные силы Чехии принимают участие в миссии НАТО по охране воздушного пространства Исландии.

## Государственные визиты
Первая встреча на высшем уровне между странами состоялась в 1997 году, когда премьер-министр Чехии Вацлав Клаус направился в Исландию с государственным визитом, где встретился с премьер-министром Исландии Давидом Оддссоном, чтобы обсудить вопросы по НАТО.
Президент Чехии Вацлав Гавел совершил официальный визит в Исландию в 1999 году, встретившись с президентом Исландии Оулавюром Рагнаром Гримссоном. Темы обсуждения включали членство в НАТО и возможности его будущего расширения.
В 2005 году президент Чехии Вацлав Клаус совершил государственный визит в Исландию, где встретился с премьер-министром Исландии Хадльдоуром Аусгримссоном. В ходе визита Вацлав Клаус выразил поддержку членству Исландии в Европейском союзе.

## Дипломатические представительства
- У Исландии имеется почётное консульство в Праге[5].
- У Чехии есть почётное консульство в Рейкьявике[6].